# Кастелло-Тезино
Касте́лло-Тези́но (итал. Castello Tesino) — коммуна в Италии, расположена в автономной области Трентино-Альто-Адидже, подчиняется административному центру Тренто.
Население коммуны, на 01.01.2025 года, составляет 1156 человек, плотность населения ─ 10,30 чел./км². Коммуна занимает площадь 112,27 км².
Почтовый индекс — 38053. Телефонный код — 0461.
Покровителем коммуны почитается святой великомученик Георгий, день его памяти ежегодно отмечается 23 апреля.

## Демография
Название жителей коммуны — кастеллацци (итал. castellazzi).
Динамика населения: